# ORTF

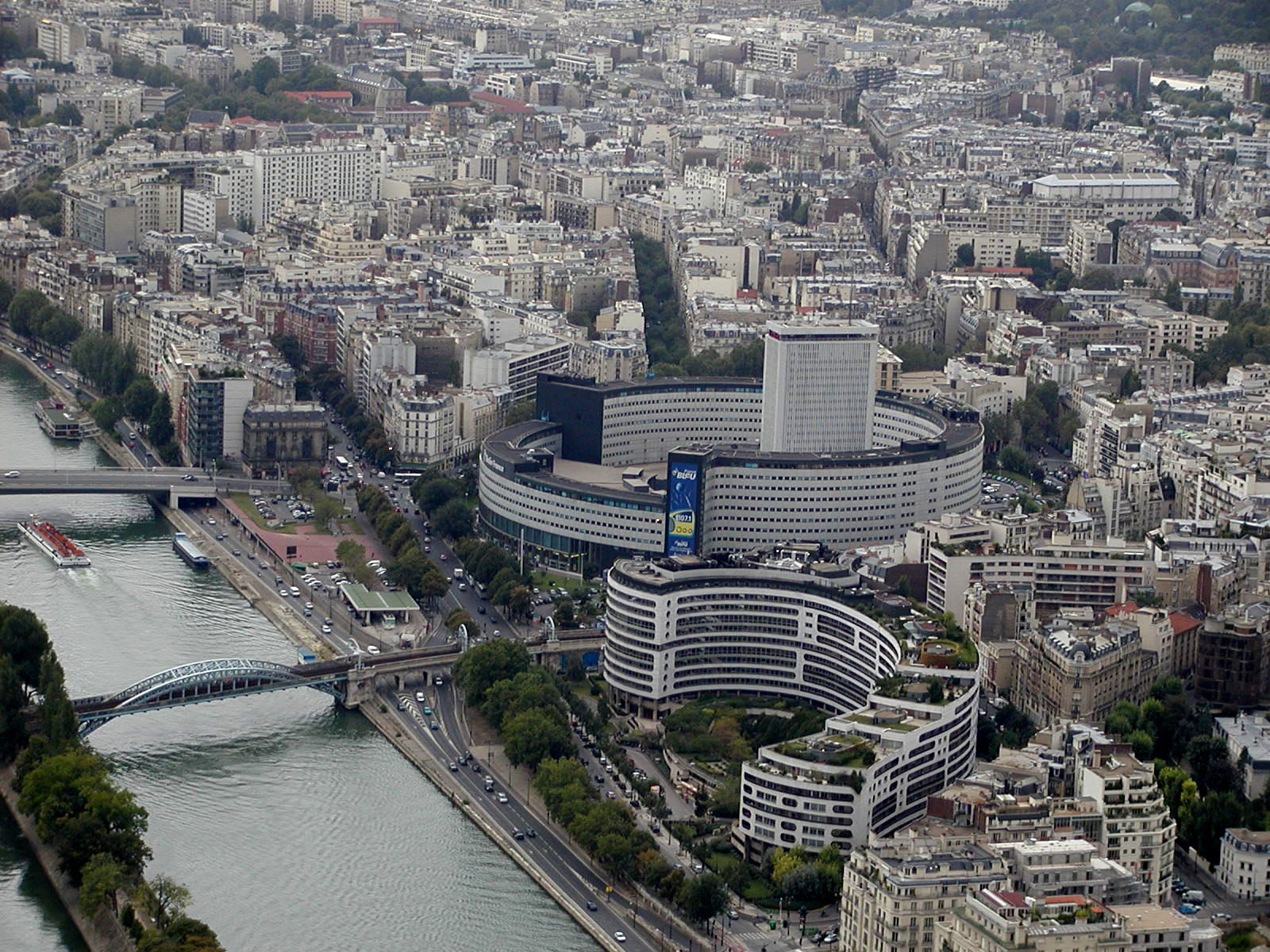
かつてORTFの本部だった、現ラジオ・フランス本部

ORTF（オー・エール・テー・エフ、仏: Office de Radiodiffusion Télévision Française、フランス放送協会）は、かつて存在したフランスの国営テレビ・ラジオ局である。

## 歴史
1964年にそれまでのフランス国営放送（エール・テー・エフ、RTF、Radiodiffusion-Télévision Française）から名称を変更して設立されたが、1974年2月に当時の会長マルソー・ロングが廃止すると発表し、同年12月31日に閉局された。これにより、フランス・テレビジョンやラジオ・フランスなどといった会社分割が行なわれた。

## 運営されていたチャンネル

### ラジオ
- France Inter
- France Culture
- France Musique
- France Inter Paris（FIP）

### テレビ
- La Première chaîne
- La Deuxième chaîne
- La Troisième chaîne（1972年12月31日開局）